# Krywań (zespół muzyczny)
Krywań – zakopiański zespół folkowy założony w styczniu 1973 roku przy Domu Kultury Dzieci i Młodzieży Jutrzenka.

## Dyskografia

### Albumy
| Rok  | Tytuł                                     |
| ---- | ----------------------------------------- |
| 1993 | Dwie tęsknoty                             |
| 1993 | Nad Tatrami Gwiazda Betlejemska           |
| 1994 | Tęskne śpiewanie                          |
| 1995 | Dwie tęsknoty '95                         |
| 1995 | Jawor, Jawor                              |
| 1998 | Dobranoc Kochanie                         |
| 1998 | Tęskne śpiewanie 2                        |
| 2004 | Ojcu Świętemu Papieżowi Janowi Pawłowi II |

### Single
| Rok  | Tytuł               | Pozycja na liście |
| Rok  | Tytuł               | WiR               |
| ---- | ------------------- | ----------------- |
| 1995 | Szalała Szalała     | 3                 |
| 1996 | Góralski Rap        | 4                 |
| 2012 | Na nic to śpiewanie | 1                 |